# Charaxes hemana
Charaxes hemana är en fjärilsart som beskrevs av Butler 1870. Charaxes hemana ingår i släktet Charaxes och familjen praktfjärilar. Inga underarter finns listade i Catalogue of Life.